# Passalora vaginae
Passalora vaginae är en svampart som först beskrevs av W. Krüger, och fick sitt nu gällande namn av U. Braun & Crous 2003. Passalora vaginae ingår i släktet Passalora och familjen Mycosphaerellaceae.   Inga underarter finns listade i Catalogue of Life.